# Esercito dei Comneni

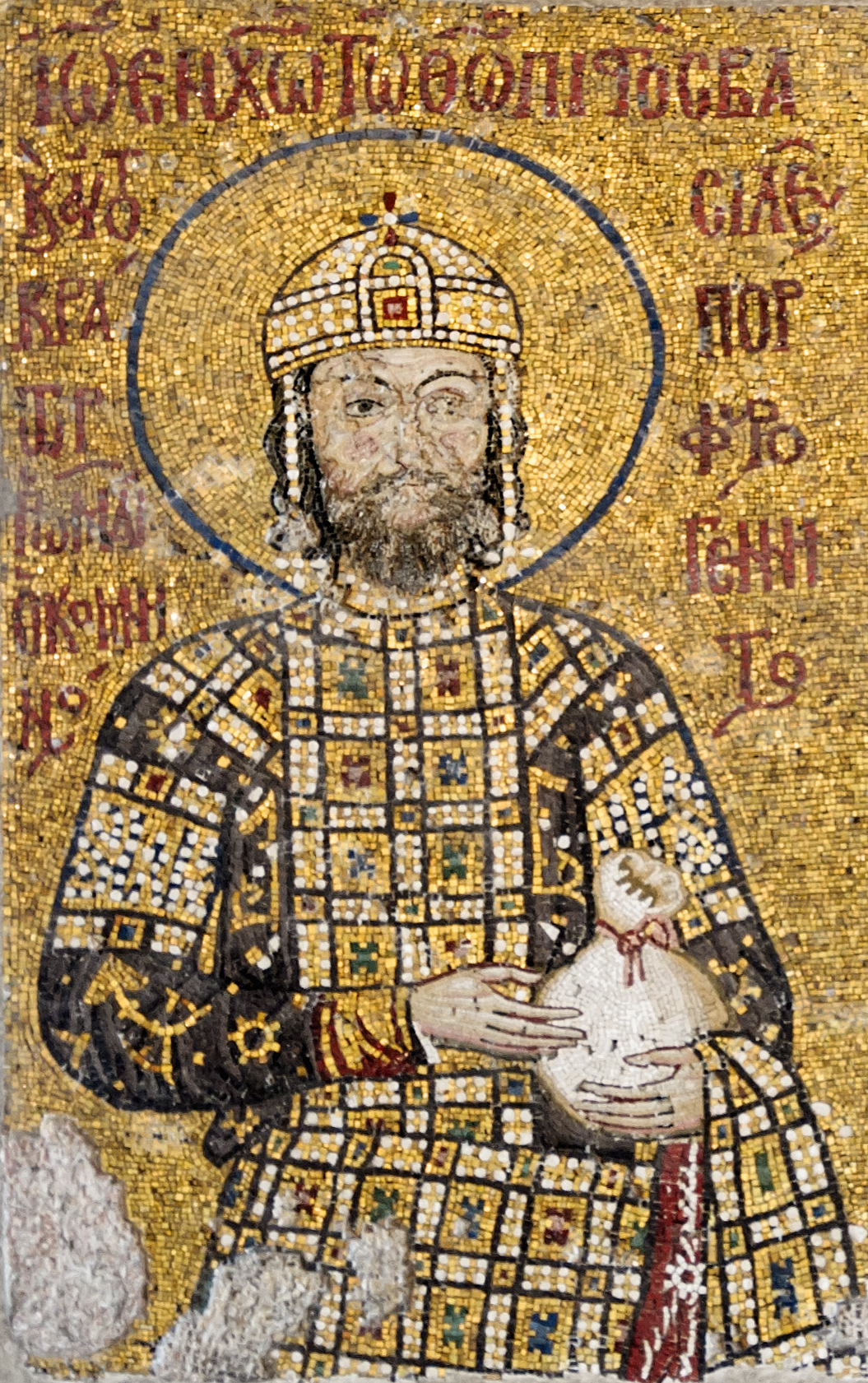
Giovanni II Comneno fu il più grande dei Comneni.

L'esercito dei Comneni è il termine utilizzato per indicare l'esercito riformato durante l'epoca dei Comneni. Ben organizzato ed efficace in battaglia, permise all'Impero bizantino di riconquistare  vasti territori in Asia Minore, oltre alla Bosnia e alla Dalmazia. Fu Alessio I Comneno, nell'XI secolo, ad attuare una prima riforma delle forze armate, dopo essere salito al trono usurpandolo a Niceforo III Botaniate; poi l'organizzazione dell'esercito fu migliorata dai suoi successori Giovanni II Comneno e Manuele I Comneno nel corso dell'XII secolo.

## Introduzione
Quando nel 1081 Alessio I salì al trono di Costantinopoli, l'estensione dell'Impero bizantino era ad un minimo storico. Circondato dai nemici, rovinato finanziariamente e logorato da continue guerre civili, il futuro dell'impero appariva molto difficile. Tuttavia, con molta abilità, determinazione e anni di campagne militari, gli imperatori Alessio I, Giovanni II e Manuele I riuscirono a ricostituire la potenza dell'Impero bizantino, ricostruendo l'esercito praticamente da zero. Il nuovo esercito era professionale e disciplinato. Esso comprendeva sia unità mercenarie particolarmente temute (ad es. la fedelissima guardia imperiale variaga e la  cavalleria pesante detta degli "Immortali"), sia unità  reclutate entro l'Impero (fra cui i Catafratti di Macedonia, Tessaglia e Tracia e varie forze provinciali quali gli arcieri di Trebisonda).

## Sviluppo

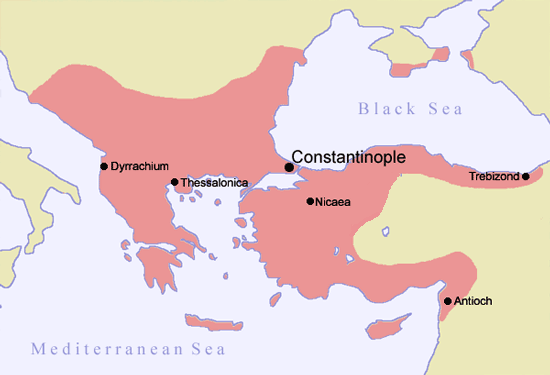
L'Impero bizantino alla morte di Manuele I Comneno (1180).

Giovanni II fu in grado di ristabilire una divisione macedone ed un numero sempre maggiore di truppe bizantine fu reclutato entro l'Impero, grazie alla reintroduzione del sistema dei themata. Rispetto ai mercenari barbari, queste truppe avevano il vantaggio di combattere per il proprio stato e per le proprie famiglie, e non solo per la paga. La riconquista dell'Asia Minore da parte di Giovanni II e di Manuele I, permise di arruolare ed addestrare molti contadini, riducendo i mercenari a circa 1/3 della forza numerica dell'esercito. Le truppe reclutate entro l'Impero furono impiegate soprattutto lungo i confini e come guarnigioni delle province.
In quest'epoca i principali contingenti mercenari erano costituiti dai peceneghi (ottimi arcieri a cavallo), dai coloni serbi che vivevano entro l'Impero (fanteria di prima linea, considerati poco affidabili), e dal reggimento della guardia variaga,  personalmente fedele all'imperatore.  A queste unità presenti stabilmente negli eserciti dei Comneni se ne aggiunsero spesso altre, generalmente provenienti da territori confinanti ed alleati con l'Impero, come quelle dei signori feudali di Antiochia (cavalleria francese), dei templari, della Serbia e dell'Ungheria.
Unità di arcieri, fanteria e cavalleria furono spesso raggruppate, in modo che ciascuna "specialità" potesse combinarsi efficacemente con le altre.

## Evoluzione
Quando i Comneni persero il potere imperiale nel 1185, l'esercito bizantino non cambiò subito il suo assetto. Tuttavia, sotto gli Angeli vi fu un rapidissimo declino dell'Impero, in quanto i nuovi sovrani (che non avevano il talento militare ed organizzativo dei precedenti) non riuscirono a sostenere le spese per il mantenimento delle truppe.
Quando Costantinopoli cadde dopo la Quarta crociata nel 1204, gli stati bizantini del Despotato d'Epiro, l'Impero di Trebisonda (dove la dinastia comnena era ancora al potere) e l'Impero di Nicea (che poi avrebbe ricostituito l'impero bizantino), basarono i loro sistemi militari sul modello dell'esercito dei Comneni. Il successo dell'Impero di Nicea, in particolare nella riconquista dei territori bizantini precedenti alla caduta di Costantinopoli, può essere visto come prova della resistenza del modello dell'esercito dei Comneni. Tuttavia, è corretto parlare dell'esercito dei Comneni solo nel periodo in cui quella dinastia era al governo, per cui il termine non dovrebbe essere applicato all'esercito bizantino del periodo a loro posteriore.